# بريدجيت بريند (بريطانيا)
بريدجيت بريند Bridget Brind هي موظفة ودبلوماسية بريطانية تعمل حاليًا كسفيرة للمملكة المتحدة في الأردن .

## الحياة المهنية
عمل بريند سابقًا في قسم الخروج من الاتحاد الأوروبي . أصبح بريند سفير المملكة المتحدة في الأردن في عام 2020.